# エースデュース
株式会社エースデュース（英語: ACEDEUCE inc.）は、かつて映画製作、配給および放送番組、録音物の制作、販売、タレントマネジメントを行っていた日本の企業。

## 概要・沿革
元は株式会社エースデュースエンタテインメント、株式会社エースデュースアドベンチャーズ、株式会社エースデュースコードの3社で構成された企業グループ・「エースデュースグループ」であった。
2005年（平成17年）9月20日、3社ともが株式会社ウェッジホールディングスの完全子会社となった。
2007年（平成19年）1月1日、株式会社エースデュースアドベンチャーズが株式会社エースデュースエンタテインメントに吸収合併された。
2008年（平成20年）10月1日、株式会社エースデュースエンタテインメントと株式会社エースデュースコードが合併し、株式会社エースデュースとなった。
2010年（平成22年）3月9日、株式会社エースデュースの全株式が株式会社ウェッジホールディングスの親会社であったA.P.F.ホールディングス株式会社に譲渡された。同年12月3日、東京地裁は株式会社エースデュースの破産手続き開始を決定した。破産手続は2014年（平成26年）に終結した。

## 製作作品
- ロックンロール★ダイエット
- ハード・リベンジ、ミリー
- THE MASKED GIRL 女子高生は改造人間
- 聖白百合騎士団
- 少林老女
- どこに行くの?
- 漫画喫茶都市伝説呪いのマンナさん
- 斉藤工のプライベートジャーニー
- 爆乳戦隊パイレンジャー

## 流通作品
- Tokyo Real完全版
- 追悼のざわめき
- BOYS LOVE
- 橋のない川 第一部（1969年） - モスクワ国際映画祭ソ連映画人連盟賞
- 橋のない川 第二部（1970年）